# François-Joseph de La Rochefoucauld
El Beato Francisco-José de La Rochefoucauld-Bayers (Angoulême (Parroquia de San Juan), 28 de febrero de 1736 – París, 2 de septiembre de 1792), fue un prelado y político Francés del siglo XVIII. Obispo de Beauvais, fue elegido diputado del clero en los Estados Generales de 1789. Habiéndose negado a tomar el juramento constitucional, fue asesinado en septiembre de 1792. Fue reconocido por la Iglesia Católica como mártir y bendito.

## Biografía
Proveniente de una rama más joven de la Casa de La Rochefoucauld, François-Joseph de La Rochefoucauld-Bayers fue, durante la Revolución Francesa, obispo de Beauvais (desde 1772) .
El 13 de marzo de 1789, fue elegido, por el bailliage de Clermont-en-Beauvaisis, diputado del clero a los  Estados Generales. Defensor de los privilegios de su orden y partidario del Antiguo Régimen, opinó contra el voto por cabeza y dirigió a la Asamblea la siguiente declaración: de Clermont-en-Beauvoisis, imperativamente encargado por su libreta e instrucciones de preservar la distinción de los tres órdenes, y la opinión por orden separada, declara que no puede tomar parte alguna en las deliberaciones de esta Asamblea y hace protesta y reserva alguna hasta que tenga nuevos poderes de sus constituyentes. 
En Versalles, el 20 de junio de 1789, Chabot habiéndolo denunciado ante la Asamblea Nacional Legislativa Asamblea Legislativa (Revolución Francesa) como parte de un comité antirrevolucionario, se fue con su hermano Pierre-Louis de La Rochefoucauld-Bayers, obispo de Saintes, con su hermana, abadesa de Notre-Dame de Soissons.
Pero fueron descubiertos; presos en el camino de París, fueron encerrados en la prisión de los Carmes, y perecieron allí en la masacre de las prisiones, el 2 de septiembre de 1792. Cuando le tocó morir, no fue encontrado; lo buscaron febrilmente: estaba tendido en la iglesia sobre un colchón, con el muslo roto por una bala.
Fue enterrado, junto con las otras masacradas, en una fosa común en el cementerio de Saint-Sulpice en Vaugirard
Fue beatificado (junto con su hermano) como mártir en 1926.